# Yuasa (Wakayama)
Yuasa (湯浅町 Yuasa-chō?) es un pueblo localizado en la prefectura de Wakayama, Japón. En junio de 2019 tenía una población estimada de 11.412 habitantes y una densidad de población de 549 personas por km². Su área total es de 20,79 km².

## Geografía

### Localidades circundantes
- Prefectura de Wakayama
  - Arida
  - Hirogawa
  - Aridagawa

## Demografía
Según los datos del censo japonés, esta es la población de Yuasa en los últimos años.
| Año del censo | Población |
| ------------- | --------- |
| 1995          | 16.067    |
| 2000          | 15.410    |
| 2005          | 14.742    |
| 2010          | 13.210    |
| 2015          | 12.200    |